# Джадидизм
Джадиди́зм (от араб. جديد‎ jadīd — «новый», араб. جديدية‎ jadīdiyya — «обновленчество», крымскотат. Usul-i Cedid, кирг. Жадидчилик, каз. Жәдитшілік, тат. Җәдитчелек, баш. Йәҙитселек, узб. Jadidchilik / Жадидчилик) — идеология исламского модернизма в Российской империи конца XIX — начала XX века. Противостоял кадимизму — консервативному направлению в российском исламе. Иногда джадидизм понимают широко как синоним мусульманского модернизма в целом и тогда к нему относят даже таких людей как Джамалуддин аль-Афгани. Непосредственный основоположник джадидизма крымскотатарский просветитель и политик — Исмаил Гаспринский.

## Этимология
Слово «джадид» в составе словосочетания «Усул джадид» (новый метод) появилось в 1898 году в связи с обновлением учебных программ в татарских медресе. Введение нового метода происходило спонтанно по инициативе молодых учителей («мугаллимов»). Однако консервативные круги мусульманского духовенства из Оренбургского управления увидели в этом потерю своего авторитета и обвинили сторонников «нового метода» в замене арабского языка на татарский, в «европеизации», а также в потенциальных секулярных и революционных настроениях.

## Предпосылки
В Российской империи население делилось не по национальному, а по религиозно-конфессиональному принципу. Поэтому одним из сегментов Российского общества были мусульмане, объединённые в духовные управления. Общая модернизация России в XIX веке (индустриализация, распространение просвещения) ставили перед российскими мусульманами выбор: либо модернизироваться со всей страной, либо уйти в изоляцию. Соответственно, произошел неявный раскол на джадидов и кадимистов. Неизбежным примером для российских мусульман XIX века была Османская империя, что обуславливало пантюркистский уклон в джадидизме.

## История
Непосредственным основоположником джадидизма был крымскотатарский просветитель и политик Исмаил Гаспринский, который в 1883 году начал издавать газету «Переводчикъ-Терджиман» на крымскотатарском и русском языках. В том же году он открыл первую джадидскую школу в Бахчисарае. Большое внимание Гаспринский придавал и образованию женщин.
15 августа 1905 года джадидистам Гаспринского удалось создать Иттифак аль-Муслимин (اتفاق المسلمين: Союз мусульман), первый конгресс которых прошел в Нижнем Новгороде на пароходе «Густав Струве» и включал 150 делегатов из Крыма, Закавказья, Урала, Туркестана и Сибири. Данная партия была представлена в Российской Государственной Думе. В работе партии активное участие принимал муфтий Самарканда Махмудходжа Бехбуди при поддержке интеллигенции во главе Исаходжа Ширинходжаева, для которого примером просвещенного правителя был Тамерлан. Другой представитель партии «Иттифак» Муса Бигеев перевёл в 1912 году Коран на татарский язык, за что получил прозвище «Мусульманский Лютер». Ещё один представитель партии Абдурашид Ибрагимов предлагал преодолеть распри между шиитами и суннитами и предлагал ориентироваться на Японскую империю. В 1905 году сподвижник Гаспринского Насиб-бек Усуббеков создает в Елизаветполе подпольную организацию Дифаи.
Младотурецкая революция 1908 года дала определённый стимул развитию джадидизма и способствовала их окончательной политизации. В 1908 году джадиды начали в Оренбурге издавать журнал Шуро (شورا, Совет), где Ризаитдин Фахретдинов проводил идею преемственности Волжской Булгарии, Золотой Орды и Казанского ханства. В 1917 на волне дезинтеграции Российской империи в Ташкенте была образована Шура-и-Ислам (Совет Ислама), а в Коканде была провозглашена Туркестанская автономия. Локальной версией джадидистов были младобухарцы, который исповедовали аналогичные идеи на территории Бухарского эмирата, а также младохивинцы.
По отношению к Советской власти джадиды заняли противоречивую позицию. Одни вступили в союз с большевиками, приняли участие в формировании среднеазиатских социалистических наций (Файзулла Ходжаев, Абдурауф Фитрат, Садриддин Айни, Мирзо Мухиддин Мансуров, Маджид Кадыри), а другие влились в состав антисоветского басмаческого движения (Усман Ходжа).

## Политические взгляды
Джадиды находились под огромным влиянием европейской политической мысли, особенно конституционных идей, а также младотурецкого движения в Османской империи. Они выступали за парламентаризм, полагая, что принцип представительной власти закреплен в Коране под термином Шура (совет). Женщинам декларировались избирательные права. В начале джадиды исповедовали принцип конституционной монархии, но с 1917 года они стали склоняться к республиканским идеям (перс. جمهوری‎, Джумхурии). Классические джадиды выступали за культурно-территориальную автономию (мухтариат) Туркестана в рамках России, однако в эпоху Первой мировой войны радикальное крыло начало выступать с протурецких позиций. Радикальные джадиды отстаивали идеи революции (перс. انقلاب‎: инкилаб).

## Философские взгляды
Не умаляя роль религии джадиды настаивали на открытии врат «иджтихада» (اجْتِهَاد: право самостоятельного творческого прочтения Корана), что было немыслимо без распространения науки (илм) и просвещения (маориф). Они полагали, что ислам не запрещает европейской одежды и равноправия женщин. Ценностью джадидов был позитивистский прогресс (перс. ترقی‎: таракки), который осуществляется в интересах страны (Ватан) и народа (миллат).

## Джадидизм и образование
Начало движения связано с введением в мектебах и медресе звукового метода обучения грамоте взамен буквослагательного, так называемого «усул-и джадид», то есть новый метод. Джадидисты критиковали религиозный фанатизм, требовали замены устаревших религиозных школ национальными светскими, ратовали за развитие науки и культуры, выступали за издание газет на родном языке, за открытие культурно-просветительских учреждений, что способствовало сплочению демократических сил общества.
Был установлен твердый учебный год c экзаменами и осуществлен переход к классно-урочной системе преподавания. Кроме этого в новометодных школах вводились стандартные европейские способы обучения — парты, журналы успеваемости, скамьи, доски, деление учеников на классы, а учебного времени на уроки.
В старометодных школах ученики обучались грамоте за 3—5 лет, в джадидистских — за год. Преподавание перешло с арабского и тюрки на татарский язык, который обрел также статус учебного предмета; существенно расширилось изучение и других светских дисциплин. В школах помимо религии изучался русский язык, фарси, история (тарихи), география и арифметика.
Впервые новый метод обучения был введен в медресе «Гусмания» (Уфа), «Хусаиния» (Оренбург) и «Мухаммадия» (Казань). Первые татарские, башкирские и казахские преподаватели, последователи джадидизма, были выпускниками медресе братьев Хусаиновых «Хусаиния», а также реформированных медресе Каира и Стамбула, педагогических курсов в городах Бахчисарай и Касимов. Со 2-й половины 1890-х годов профессиональных учителей стали готовить медресе «Расулия», «Галия», медресе в Стерлибаше и др. К началу XX века звуковой метод обучения прочно утвердился в ведущих мектебах и медресе Башкирии. В 1897 году в Оренбурге открылась первая в крае новометодная женская школа.
В 1916 г. в Российской империи существовало уже более 5000 джадидских школ, основанных на «новом методе»

## Джадидизм по регионам

### На Кавказе
В Азербайджане выразителем идей джадидизма был азербайджанский учёный, философ, художник и врач Али-бек Гусейнзаде. Джадидизм имел влияние и в Дагестане (Нухай Батырмурзаев).

### В Казахстане
В период Российской империи духовным центром Казахстана был Оренбург (впоследствии центр Киргизской автономии), где в 1891 году была открыто джадидское медресе Хусаиния. При медресе было организовано «Общество изучения казахского языка».

### В Кыргызстане
В начале XX века в городе Токмок была открыта джадидская школа «Экбаль» (Прогресс). Экбаль имела 4-годичное обучение, ученики в ней изучали сведения о религиозных обрядах, харакат, арифметику, уроки родного языка, священную историю и чтение Корана с таджвид. Третий класс был двухгодичным. Учащиеся обучались чтению, пересказу, грамматическому правописанию, проходили историю ислама и историю народа.
Ученики также проходили предметы: арабский язык, арабская литература, география, логика, стилистика, гигиена. В 1908 году в школе училось 200 кыргызов, 36 татар, 30 узбеков, 5 дунган, 5 кашгарцев. В учебном заведении работало 8 учителей.
В 1868 году в Караколе была открыта джадидская школа. В октябре 1911 года в Пржевальском и Пишпекском уездах имелось 6 джадидских школ. Джадидские школы были открыты также в Чон-Кемине (1909), Кочкоре (1912), Куртке (1914), Джумгале (1911) и др.

### В Туркестане
Лидером Туркестанских джадидов был Махмудходжа Бехбуди (1875—1919) — известный просветитель, один из идеологов и лидеров джадидизма, издатель и политик. Он был потомком тюркского шейха Ходжа Ахмеда Яссеви. В формировании мировоззрения Махмудходжи огромную роль сыграл основоположник движения джадидизма Исмаил Гаспринский. Махмудходжа Бехбудий был автором в частности, «Мунтахаби жугрофияи умумий» — «Кискача умумий жугрофия» (1903), «Китоб-ул-атфол» — «Болалар учун китоб» (1904) и мн. др. В 1913 году Бехбуди начал выпуск газеты «Самарканд». В своих произведениях Бехбуди использовал термин тюркский язык как синоним узбекского языка.
Бехбуди как и другие джадиды выступал за развитие национального искусства и литературы, равноправие женщин, реорганизацию деятельности духовенства, преподавание в школах на национальном языке, за реформы политического устройства страны. Он боролся за введения в мусульманских школах нового метода обучения, ряда светских предметов. Бехбуди выступал за создание истории своей родины — Туркестана.
Другим лидером туркестанских джадидов был Мунаввар Кары Абдурашидханов (1878—23.05.1931) — узбекский просветитель. Он был основателем национально-просветительского движения джадидов и руководителем организации Шура-и-Ислам в Туркестане.
Костяк так называемого «Бухарского джадидизма» составляли выходцы из самой Бухарского эмирата, в основном представители интеллигенции, муллаваччи (ученики медресе, и недавно окончившие обучение в медресе), купцы и торговцы, а также ремесленники. В 1908 году бухарскими джадидистами была создана организация «Бухорои Шариф ширкати», которая в основном занималась изданием, печатанием и продажей книг и учебников на территории Бухарского эмирата. Наиболее известными представителями бухарского джадидизма являются Абдурауф Фитрат, Файзулла Ходжаев, Усман Ходжаев, Абдулкадыр Мухитдинов, Муса Саиджанов. В Ташкенте печаталась джадидистская газета Азия.
В отличие от бухарского джадидизма, хорезмский или хивинский джадидизм возник совершенно в других условиях, в начале XX века, когда на территории Хорезма существовало Хивинское ханство. Первая джадидская школа была открыта в Ургенче в 1904 году. Впоследствии, хорезмский джадидизм раскололся на два крыла. В так называемое правое крыло входили баи (богачи), промышленники, купцы и торговцы. Руководителем правого крыла являлся главный визирь (премьер-министр) Хивинского ханства в 1907—1913 годах — Ислам-ходжа, известный своими либеральными взглядами. Правое крыло хорезмских джадидистов выступала за сохранение монархии в государстве, осуществление масштабных либеральных и общественно-политических реформ, создание и развитие промышленности в экономике ханства, а также за свободные рыночные отношения.
Левое крыло объединило ремесленников, часть баев и купцов, а также различные слои хорезмцев, в том числе и бедняков. Главой левого крыла являлся кази-калян (главный шариатский судья) Бабаахун Салимов. Силами левого крыла была создана сеть мактабов (школ) с совершенно новым современным методом обучения, названная «Янги усул мактаби» (с узбекского языка буквально дословно переводится как Школа нового метода). Для создания этих школ, им был организован специальный фонд под названием «Джамияти хайрия» (Общество благотворительности). Первая такая школа была открыта в ноябре 1904 года.
У хорезмских джадидистов не было своего общего центра (у правого крыла центром являлась Хива), а также уставных документов вплоть до Первой мировой войны. После её окончания и начала гражданской войны в Российской империи и начала общественно-политического кризиса в Хивинском ханстве, хорезмские джадидисты стали сплочённее.
В Коканде лидером джадидистов был татарский педагог, просветитель и общественный деятель Салахиддин Маджиди (1878— 1956). Он основал в начале 1900—1910-х гг. нескольких новометодных (джадидских) школ в Коканде, Оше, Андижане и Исфаре. Некоторые из учебных книг и пособий М. С. переводил на узбекский язык. Для печатания и размножения учебной литературы был выписан из Варшавы гектограф, приобретен необходимый школьный инвентарь, стала поступать выписанная М. С. газета Тарджуман, издававшаяся в Бахчисарае И.Гаспринским.